# Sint-Stefanuskerk (Osterwieck)
De Sint-Stefanuskerk (Duits: St. Stephani) is een evangelisch-lutherse kerk in de Duitse plaats Osterwieck (Saksen-Anhalt).

## Omschrijving
De huidige kerk staat op de grond van een in het jaar 780 opgericht Karolingisch missiecentrum in het destijds geheten Seligenstadt in het latere bisdom Halberstadt. Het romaanse torenfront stamt uit de eerste decennia van de 12e eeuw. Het koor is laatgotisch en werd nog vóór de Reformatie gebouwd. Daarentegen dateert het kerkschip uit het midden van de 16e eeuw. Hiermee betreft de kerk een van de vroegste protestantse kerkgebouwen. Deze mengeling van rooms-katholieke en protestantse kerkbouw geeft het kerkgebouw een unieke uitstraling van bijzonder belang.
In 1989 bevond de kerk zich na jarenlange verwaarlozing in een uiterst kritieke toestand. Het waren de leden van de kerkgemeenschap en de burgers van de stad Osterwieck die samen met medestanders uit de regio Braunschweig-Wolfenbüttel en de Noord-Harz de toekomst van het markante bouwwerk zeker stelden. In maart 1989 werd de vereniging St. Stephani/Osterwieck opgericht. Deze vereniging droeg wezenlijk bij aan de renovatie van het vervallen kerkgebouw.
De kerk ligt aan de Romaanse Route door Saksen-Anhalt en wordt jaarlijks door ongeveer 20.000 toeristen bezocht.

## Bezienswaardigheden
- Bijzonder is een laatgotische altaar uit 1484 op een nog romaanse mensa. Het altaar is tweezijdig. Aan de passiezijde toont het altaar over een breedte van 4,6 meter over twee rijen 16 panelen met daarop de lijdengeschiedenis van Christus, beginnend met de Intocht van Jeruzalem en eindigend met de wederopstanding. De andere zijde betreft een reliëf waarop de Kroning van Maria centraal wordt gesteld. De voorstelling wordt geflankeerd door de heilige Stefanus (links) en Johannes de Doper (rechts). Op elke vleugel bevindt zich nog een achttal apostelen en heiligen. In de predella staat een buste van Maria met Kind, met aan beide zijden bustes van drie heiligen.
- De rijk uitgevoerde preekstoel in de stijl van de renaissance dateert uit de periode 1603-1604, het klankbord is waarschijnlijk iets jonger. Het gestoelte wordt gedragen door een beeld van de heilige Stefanus en in de nissen van het gestoelte staan de figuren van de vier evangelisten en de apostelen Petrus, Jakobus, Andreas en Paulus.
- Het door vier figuren gedragen doopvont dateert waarschijnlijk uit de tweede helft van de 13e eeuw.
- Al voor de reformatie bezat de kerk een orgel. Het huidige orgel dateert uit 1866 en werd in 2001 gerestaureerd.
- Bijzonder zijn ook de galerijen in het noordelijke zijschip en aan de westelijke zijde. De galerijen dateren van 1557-1575. De 32 beschilderde panelen met scènes uit het Oude en het Nieuwe Testament werden in 1589 aangebracht.
- Talrijke adellijke families bezaten goederen in Osterwieck. Dit vertaalt zich in een groot aantal stenen en houten epitafen in de kerk. Tevens bezit de kerk een aantal schilderijen van predikanten.
- Het koorgestoelte stamt uit 1630.[1]

## Afbeeldingen

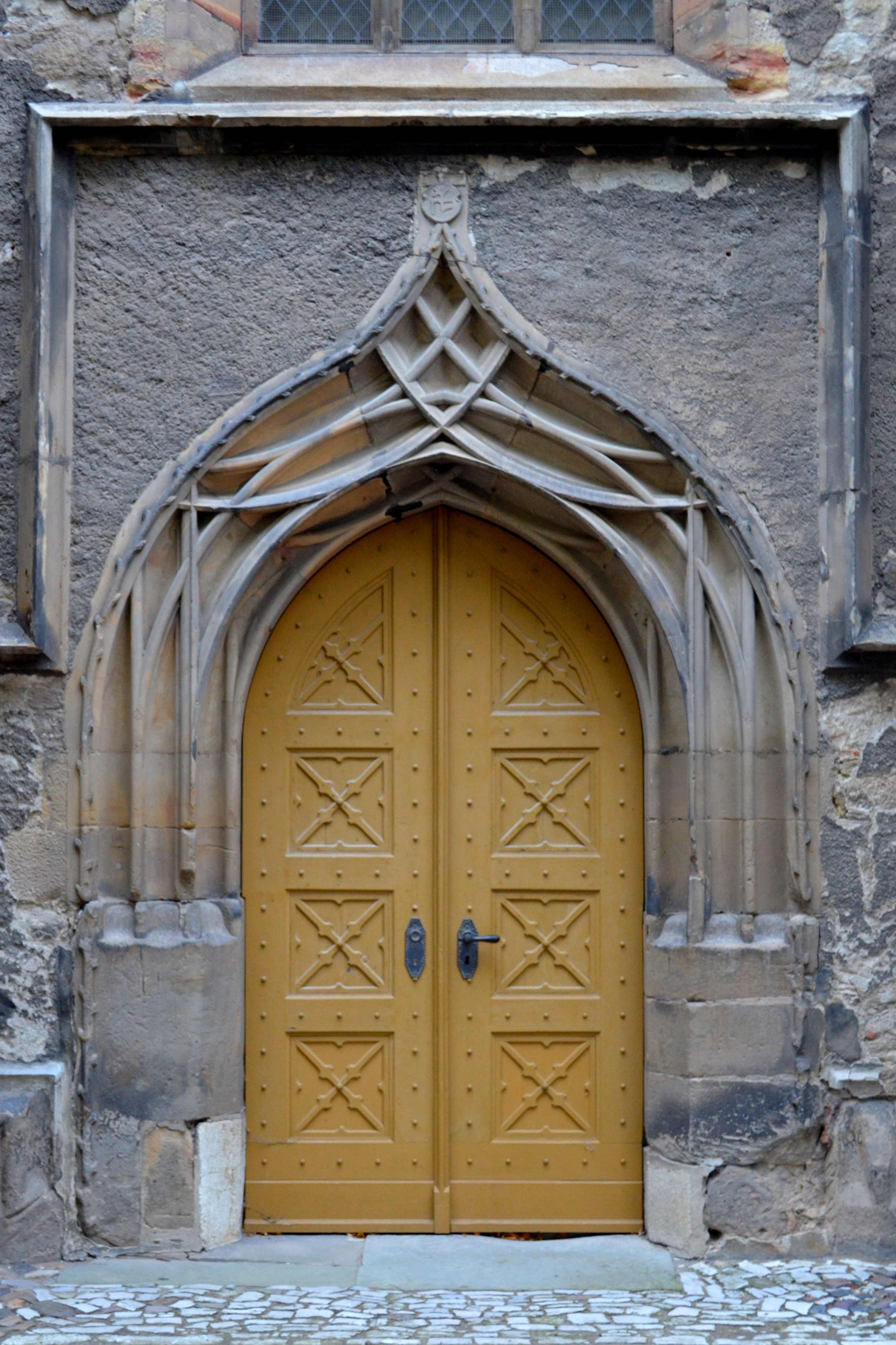
16e-eeuwse toegangspoort
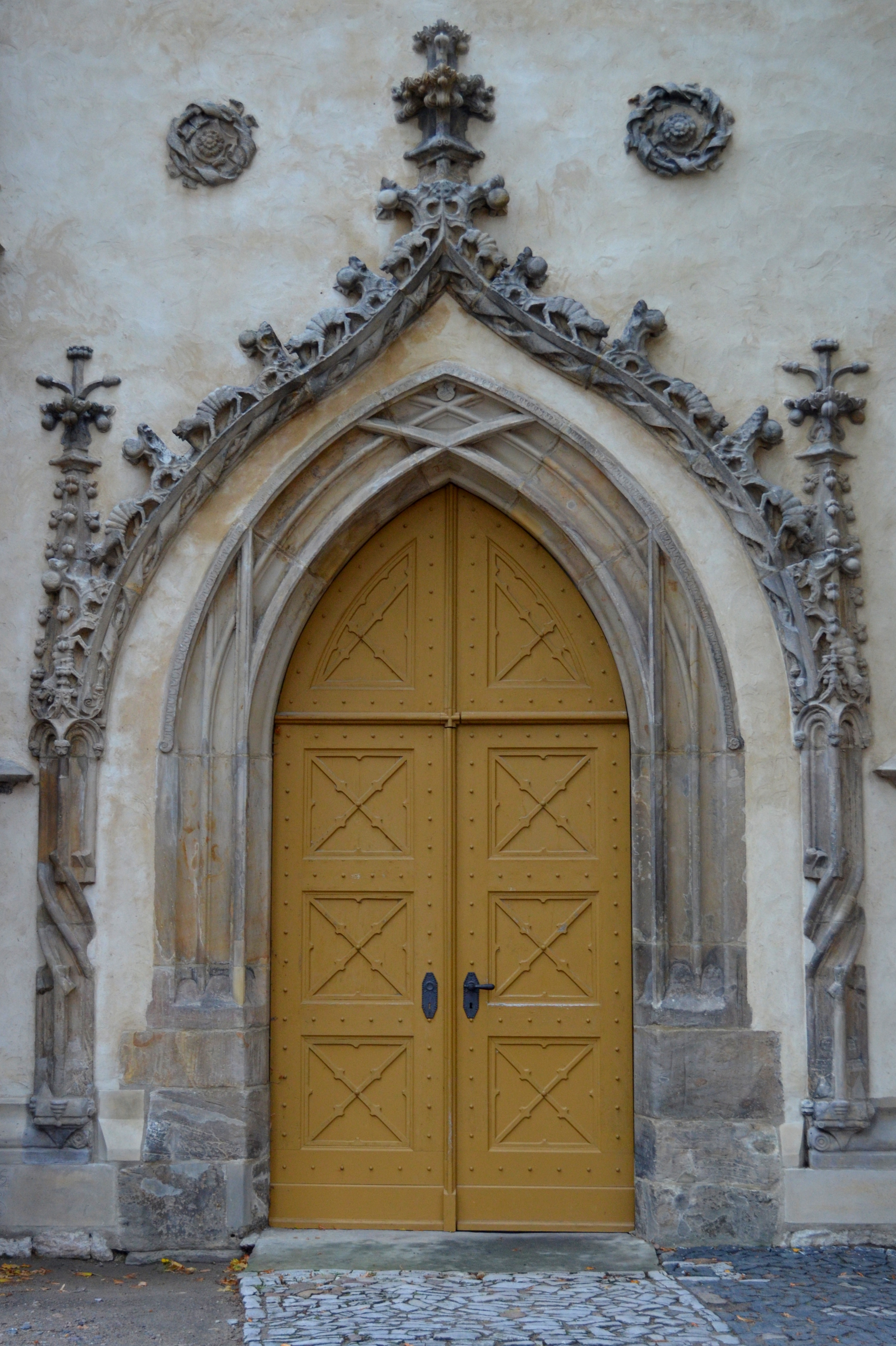
Bruidspoort (16e eeuw)
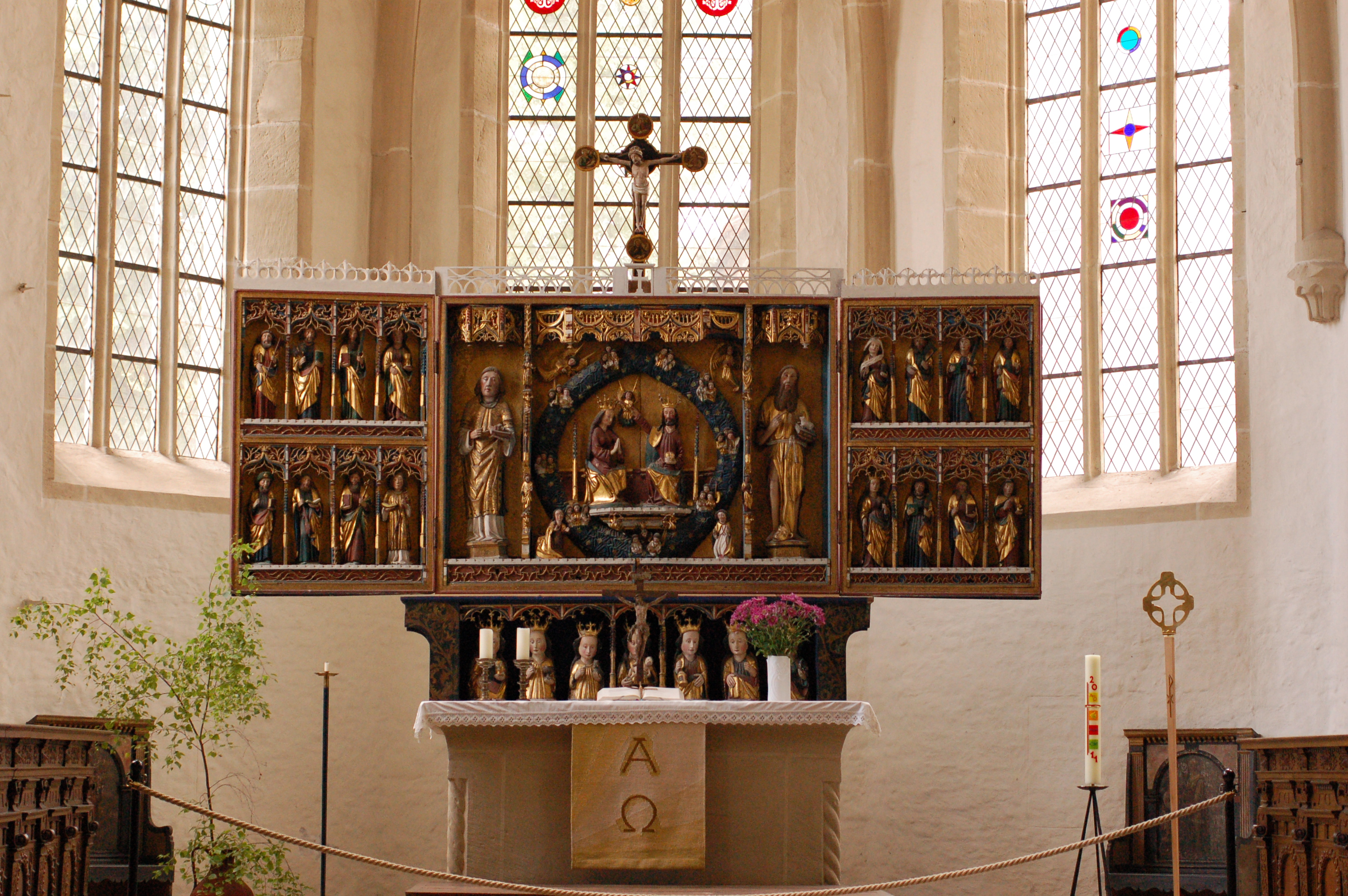
Altaar
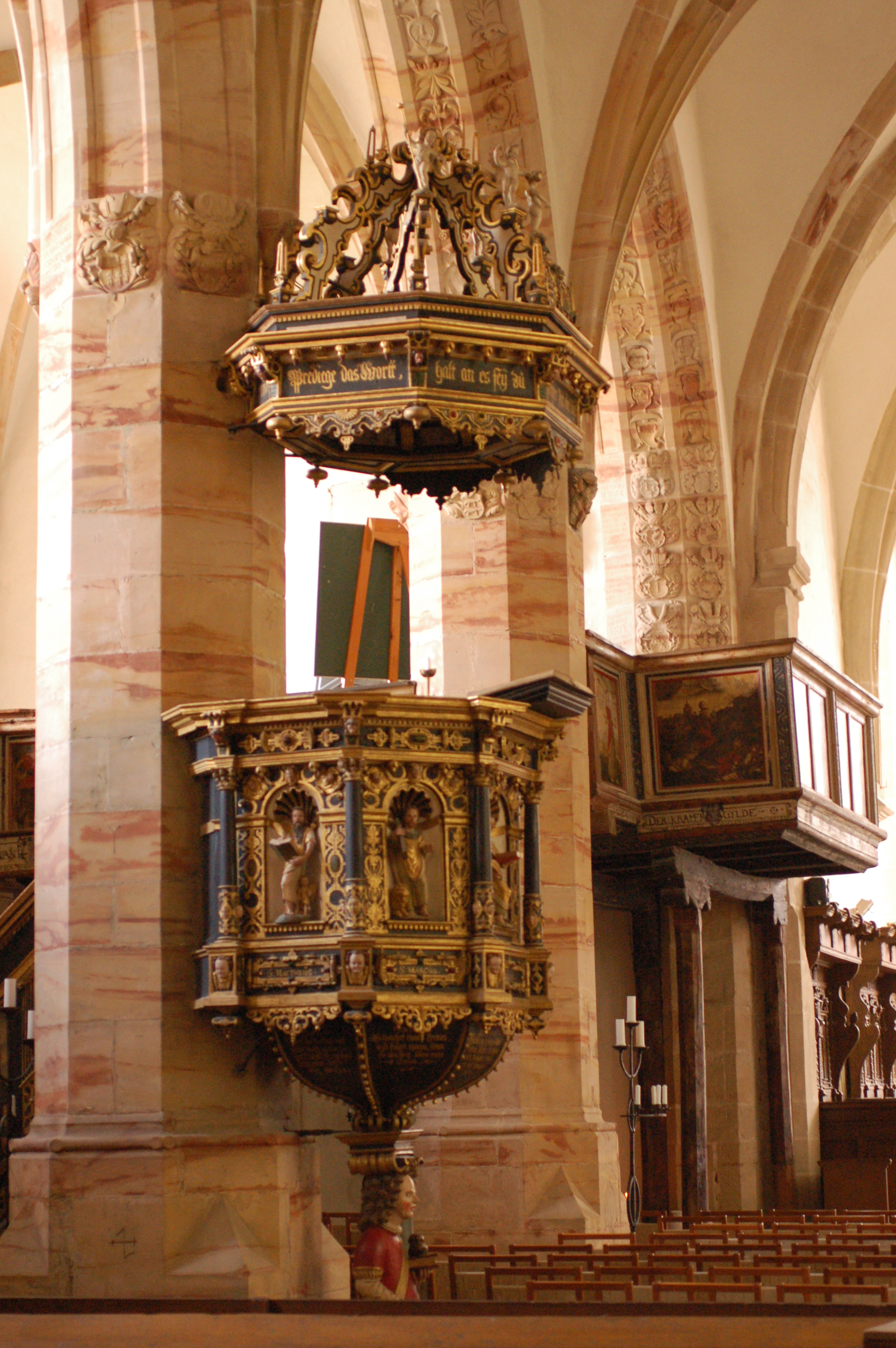
Kansel
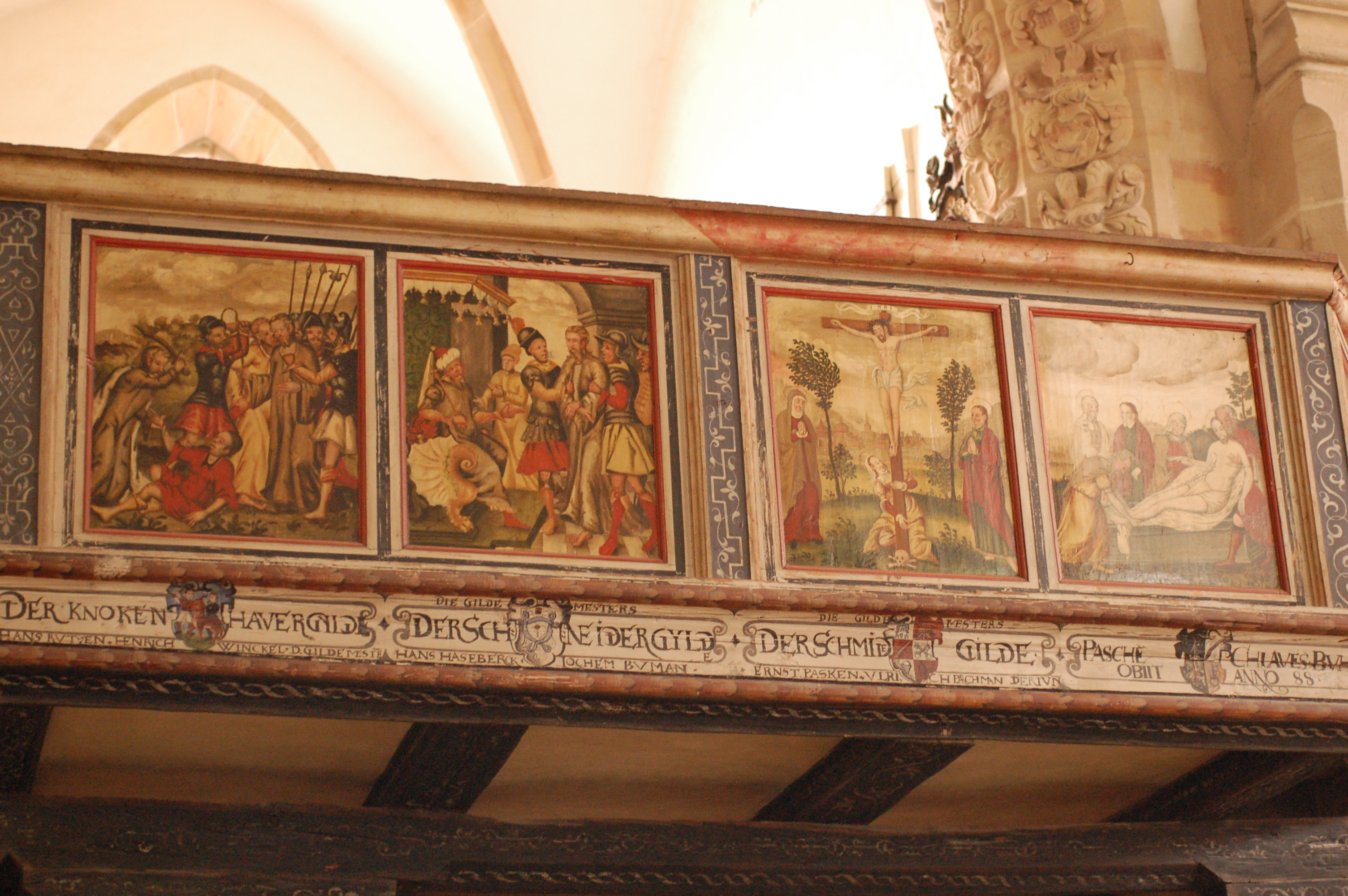
Deel van galerij
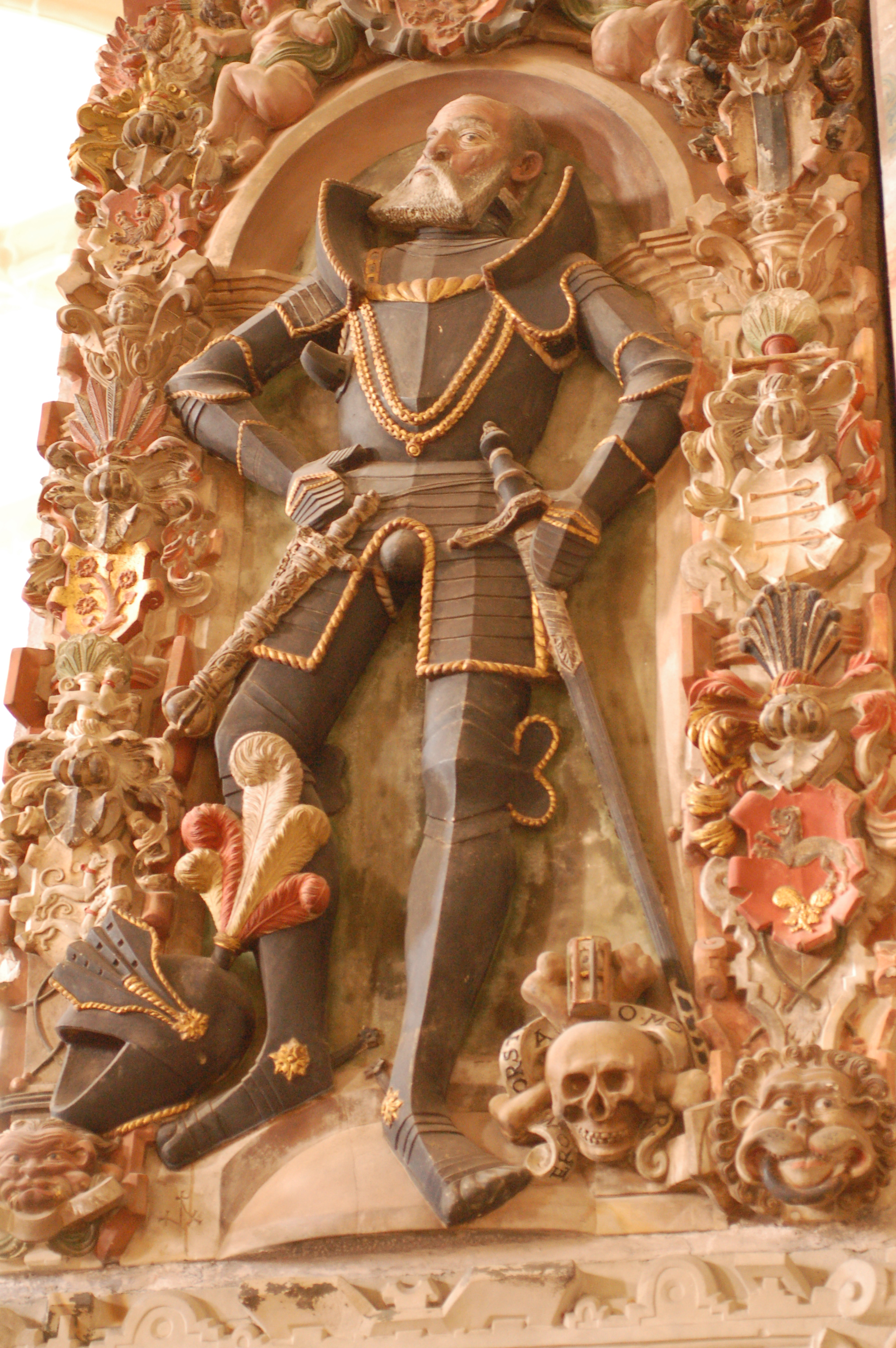
Epitaaf